# Simon Brandell den yngre
Simon Brandell, född 24 juli 1860 i Vibyggerå församling, Ångermanland, död 23 november 1925 i Kungsholms församling, Stockholm,  var en svensk journalist. Han var son till Simon Brandell den äldre och sonson till Pehr Brandell.
Brandell blev filosofie licentiat vid Uppsala universitet 1891, men avbröt 1896 sina studier för att ägna sig åt journalistyrket. Från 1898 till sin död var han utrikespolistisk redaktör för Dagens Nyheter, med undantag för tiden 1920–21, då han var svenskt pressombud vid beskickningen i Helsingfors.
Simon Brandell var gift med författaren och journalisten Elin Brandell samt far till journalisterna Ulf Brandell och Barbro Josephson. Han begravdes på Norra begravningsplatsen utanför Stockholm 28 november 1925.